# Noah Smith
Noah Smith (* 21. August 1800 in Wakefield, Massachusetts; † 1868) war ein US-amerikanischer Anwalt und Politiker, der 1858–1860 Secretary of State von Maine war.

## Leben
Noah Smith wurde als Sohn von Noah Smith und Mary Sweetser geboren.
Im Jahr 1830 zog Smith mit seiner Familie nach Calais, Maine. Er engagierte sich in der Politik und wurde als Mitglied der Whig Party Abgeordneter im Repräsentantenhaus von Maine. Dessen Speaker wurde er im Jahr 1854. Secretary of State of Maine war er von 1858 bis 1860.
Als Hannibal Hamlin, ein Freund von Smith, zum Vizepräsidenten der Vereinigten Staaten gewählt wurde, folgte ihm Smith und trat das Amt des Secretary of the United States Senate an.
Smith heiratete Hannah Draper Wheaton (1800–1849). Mit ihr hatte er sieben Kinder.
Noah Smith starb im Jahr 1868. Sein Grab befindet sich auf dem Calais Cemetery in Calais.